# Municipio de Leonardsville
El municipio de Leonardsville (en inglés: Leonardsville Township) es un municipio ubicado en el condado de Traverse en el estado estadounidense de Minnesota. En el año 2010 tenía una población de 107 habitantes y una densidad poblacional de 1,07 personas por km².

## Geografía
El municipio de Leonardsville se encuentra ubicado en las coordenadas 45°37′44″N 96°19′11″O / 45.62889, -96.31972. Según la Oficina del Censo de los Estados Unidos, el municipio tiene una superficie total de 99.63 km², de la cual 99,63 km² corresponden a tierra firme y (0 %) 0 km² es agua.

## Demografía
Según el censo de 2010, había 107 personas residiendo en el municipio de Leonardsville. La densidad de población era de 1,07 hab./km². De los 107 habitantes, el municipio de Leonardsville estaba compuesto por el 100 % blancos. Del total de la población el 0 % eran hispanos o latinos de cualquier raza.